# 진 (술)

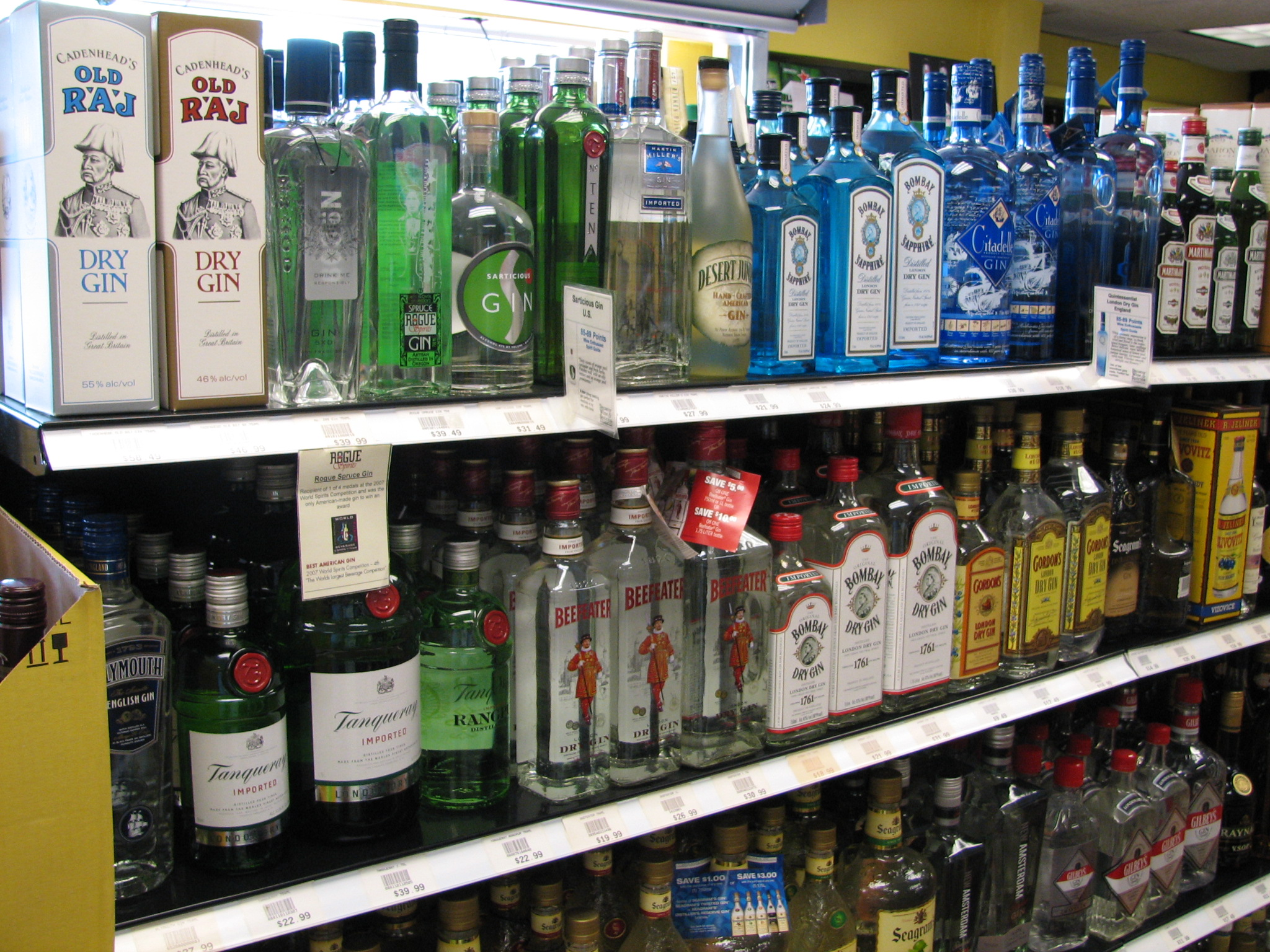
진

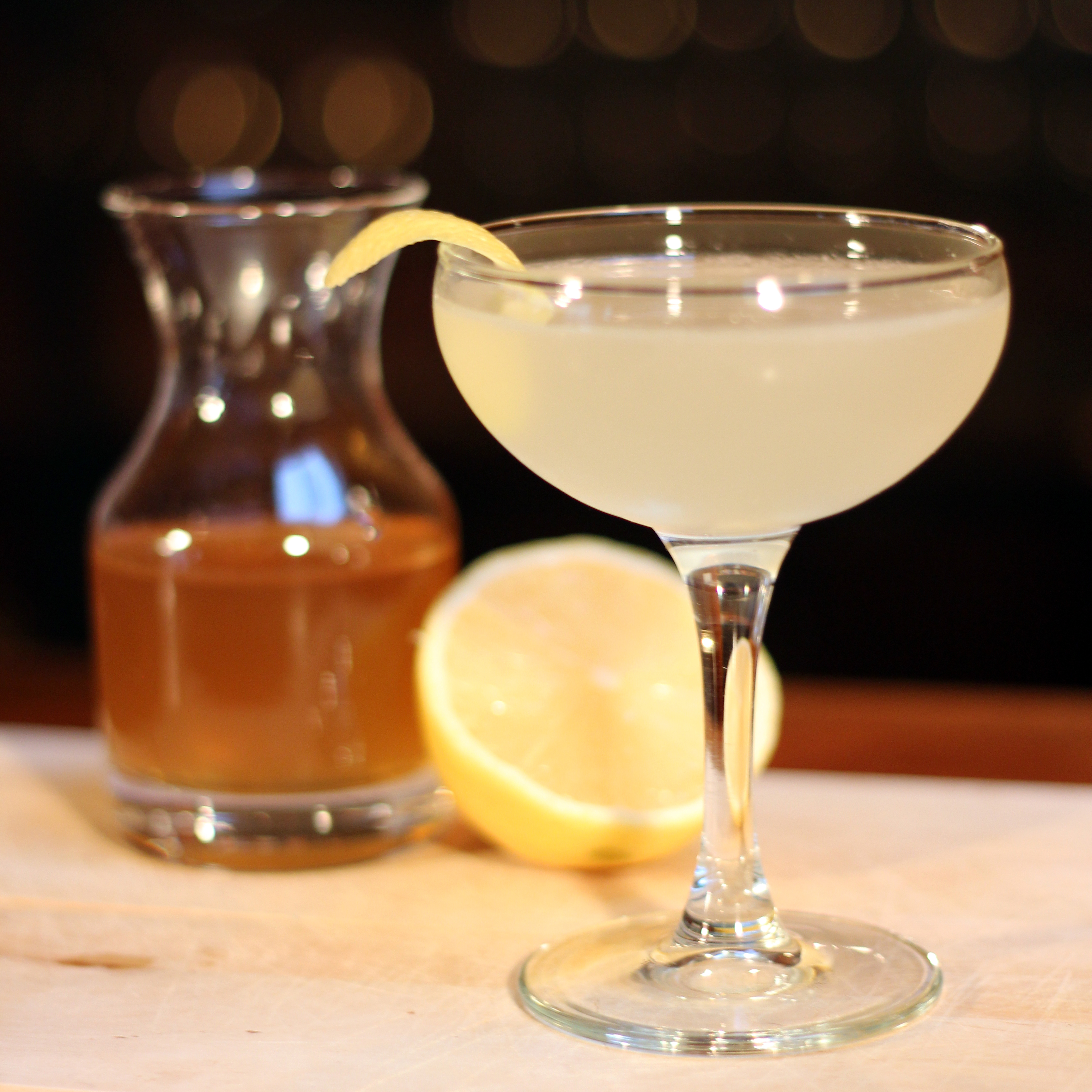
진, 꿀, 레몬 주스로 만든 비스 니스 칵테일

진(gin)은 호밀 등을 원료로 해서 증류한 후, 거기에 두송자(서양노간주나무)로 독특한 향기를 낸 무색투명한 술로 도수는 40∼47도이다. 주로 베르무트(vermouth)라는 리큐어를 섞어 칵테일의 하나인 마티니나 진 토닉을 만드는 데 사용한다. 또한 라임주스나 토닉워터와 같은 음료에 섞어 마시기도 한다. 스트레이트로 그냥 마시기도 한다.

## 역사
진의 원형인 예네버르는 13세기까지 기록이 거슬러 올라간다. 이것에서 파생된 진은 17세기 왕정복고 시대 잉글랜드에서 대중화되었다. 18세기 영국에서는 진이 맥주보다 값싸고 풍부했다. 1750년 영국인들은 진을 5000만 리터나 마셨으며, 런던 일부 지역에서는 건물 다섯 채 중 하나가 진 판매점이었을 정도였다. 진은 영국의 무역로와 전쟁 보급로를 따라 전 세계로 전파되었다.

## 어원
영어 단어 ‘진(gin)’은 예네버르(네덜란드어: jenever, 프랑스어 : genevre, 영어: genever)에서 왔다. 이는 라틴어로 두송을 뜻하는 단어 juniperus에서 왔다. 이는 두송을 뜻하는 영어 단어 주니퍼(juniper)에도 대응한다.

## 생산

### 공정
진은 증류 및 향미 기술의 현대화를 반영하여 세 가지 기본 스타일로 크게 구분할 수 있다.:
- 단일증류 진(Pot distilled gin): 가장 초기의 진 스타일을 나타내며, 전통적으로 보리 또는 다른 곡물에서 발효된 곡물 맥아(맥주)를 냄비 증류한 다음 향미 식물성 물질로 함께 재증류하여 방향족 화합물을 추출하여 생산한다. 더블 진(double gin)은 첫 번째 진을 더 많은 식물성과 함께 다시 재증류하여 생산할 수 있다. 단일증류기(pot stills)를 사용하기 때문에 증류액의 알코올 함량이 비교적 낮다. 단일 증류 진의 경우 ABV가 약 68%이고 더블 진의 경우 ABV가 76%이다. 이 유형의 진은 종종 탱크나 나무통에서 숙성되며 위스키와 뚜렷하게 유사한 더 무겁고 맥아 맛이 유지된다. 코렌베인(Korenwijn, 곡물주)와 아우더(oude, 오래된) 스타일의 제네바 진(Geneva gin)이나 홀랜드 진(Holland gin)은 이 종류의 진 중 가장 뛰어난 진이다.[3]

- 연속증류 진(Column distilled gin): 코피 증류기(Coffey still)의 발명 이후 발전했으며, 발효된 맥아즙이나 세척액에서 높은 증류도수(예: 96% ABV)의 주정 연속증류기과 같은 리플럭싱 증류기를 사용하여 먼저 증류하여 생산합니다. 이 증류주의 발효 기반은 곡물, 사탕무, 포도, 감자, 사탕수수, 흰 설탕 또는 기타 농업적 원료에서 얻을 수 있다. 고농축 주정은 주니퍼 베리와 기타 식물성 원료와 함께 단일증류기에서 재증류된다. 대부분의 경우 식물성 원료는 증류기 꼭대기 내부에 위치한 "진 바스켓(gin basket)"에 현탁되어 뜨거운 알코올 증기가 식물성 원료에서 향미 성분을 추출할 수 있다.[4] 이 방법은 기존의 증류 방식보다 맛이 가벼운 진을 생산하며 디스틸드 진(distilled gin) 이나 런던 드라이 진(London dry gin)이 탄생한다.[3] 이는 주로 주류의 마무리 방식에 따라 달라진다.

- 복합 진(Compound gin): 중성 증류주에 에센스, 기타 천연 향료, 또는 재증류 없이 중성 증류주에 담가둔 재료를 혼합하여 만든다.

### 향료
진에 사용되는 인기 있는 식물성 원료나 향료에는 필수 주니퍼 외에도 레몬과 쓴 오렌지 껍질과 같은 감귤류 성분과 아니스, 당귀 뿌리와 씨앗, 오리스 뿌리, 카다멈, 솔잎과 솔방울, 감초 뿌리, 계피, 아몬드, 큐베브, 세이보리, 라임 껍질, 자몽 껍질, 용안, 사프란, 바오밥, 유향, 고수, 멜레게타 곡물, 육두구, 육계나무 껍질 또는 기타를 포함할 수 있는 기타 향신료의 조합이 종종 포함된다. 증류 과정에서 이러한 식물성 원료의 다양한 조합과 농도로 인해 진 제품 간의 맛이 달라진다.

화학 연구는 증류 과정에서 추출되고 진의 풍미에 기여하는 다양한 화학 물질을 식별하기 시작했다. 예를 들어, 주니퍼 모노테르펜은 주니퍼 베리에서 나온다. 시트러스와 베리 풍미는 라임, 블루베리, 홉 등에서 발견되는 리모넨과 감마-테르피넨 리날룰과 같은 화학 물질에서 나온다. 플로럴 노트는 제라니올과 유제놀과 같은 화합물에서 나온다. 스파이스 같은 풍미는 사비넨, 델타-3-카렌, 파라-시멘과 같은 화학 물질에서 나온다.
2018년 영국 진 카테고리 성장의 절반 이상은 플레이버 진에서 비롯되었다.

## 진을 이용한 칵테일
- 마티니
- 마티니 드라이
- 싱가포르 슬링
- 오렌지 블로섬
- 진 토닉
- 핑크 레이디
- 하와이안
- 화이트 레이디

## 참고 자료
- 이 문서에는 다음커뮤니케이션(현 카카오)에서 GFDL 또는 CC-SA 라이선스로 배포한 글로벌 세계대백과사전의 내용을 기초로 작성된 글이 포함되어 있습니다.